# Dejlidki (rejon ostrowiecki)
Dejlidki (biał. Дайлідкі, Dajlidki; ros. Дайлидки, Dajlidki) – agromiasteczko na Białorusi, w obwodzie grodzieńskim, w rejonie ostrowieckim, w sielsowiecie Gierwiaty.
Współcześnie w skład miejscowości wchodzą także dawne miejscowości Daukszyszki I, Daukszyszki II, folwark Daukszyszki, plebania Daukszyszki i Pobiedziewszczyzna (folwark i osada).
Siedziba rzymskokatolickiej parafii Opieki Najświętszej Maryi Panny.

## Historia
W czasach zaborów wieś włościańska w gminie Soły, w powiecie oszmiańskim, w guberni wileńskiej Imperium Rosyjskiego. W 1866 roku wieś liczyła 59 mieszkańców w 7 domach. W 1905 liczyła 102 mieszkańców, 108 dziesięcin.
Po I wojnie światowej pod administracją polską, w Zarządzie Cywilnym Ziem Wschodnich. W latach 1920–1922 w składzie Litwy Środkowej.
Od 11 kwietnia 1922 leżały w Polsce, w województwie wileńskim, w powiecie oszmiańskim, w gminie Soły.
W 1931 w 23 domach zamieszkiwały 144 osoby.
Wierni należeli do parafii rzymskokatolickiej w Daukszyszkach. Miejscowość podlegała pod Sąd Grodzki w Oszmianie i Okręgowy w Wilnie; właściwy urząd pocztowy mieścił się w Sołach.
Po II wojnie światowej w granicach Związku Sowieckiego. Od 1991 w niepodległej Białorusi.